# Mount Morris, Pennsylvania
Mount Morris är en ort i Greene County, Pennsylvania, USA.